# Prémio Mundial Cino Del Duca
O Prix mondial Cino Del Duca (Prêmio Mundial Cino Del Duca) é um prêmio literário internacional estabelecido em 1963 na França, por Simone Del Duca, para dar continuidade ao trabalho de seu marido, o magnata da indústria editográfica Cino Del Duca (1899-1967). Destinado ao reconhecimento e premiação de um autor cuja obra constitui, de uma forma científica ou leterária, uma mensagem moderna de humanismo, é atualmente dotado com 300 mil euros. 
Em 1975, Madame Del Luca estabeleceu a Fundação Simone e Cino Del Duca para assegurar uma série de propósitos filantrópícos, assumindo então a responsabilidade pelo Prix mondial. Após sua morte, em 2004, a fundação foi colocada sob os auspícios do Institut de France.

## Laureados
- 1969 : Konrad Lorenz, zoólogo e ornitólogo austríaco
- 1970 : Jean Anouilh, dramaturgo francês
- 1971 : Ignazio Silone, escritor italiano
- 1972 : Victor Weisskopf, físico da Áustria e Estados Unidos da América
- 1973 : Jean Guéhenno, escritor francês
- 1974 : Andrei Sakharov, físico nuclear soviético
- 1975 : Alejo Carpentier, escritor cubano
- 1976 : Lewis Mumford, historiador estadunidense
- 1977 : Germaine Tillion, antropólogo francês
- 1978 : Léopold Sédar Senghor, poeta e estadista senegalês
- 1979 : Jean Hamburger, cirurgião e ensaísta francês
- 1980 : Jorge Luis Borges, escritor argentino
- 1981 : Ernst Jünger, escritor alemão
- 1982 : Yachar Kemal, escritor turco
- 1983 : Jacques Ruffié, escritor e educador francês
- 1984 : Georges Dumézil, filólogo comparativo francês
- 1985 : William Styron, romancista americano
- 1986 : Thierry Maulnier, escritor francês
- 1987 : Denis Burkitt, cirurgião britânico
- 1988 : Henri Gouhier, filósofo e historiador francês
- 1989 : Carlos Chagas Filho, físico e biologista brasileiro
- 1990 : Jorge Amado, romancista brasileiro
- 1991 : Michel Jouvet, investigador neurológico francês
- 1992 : Ismail Kadare, escritor da Albânia
- 1993 : Robert Mallet, poeta e ensaísta francês
- 1994 : Yves Pouliquen, investigador médico francês
- 1995 : Yves Bonnefoy, poeta e ensaísta francês
- 1996 : Alain F. Carpentier, cirurgião cardíaco francês
- 1997 : Václav Havel, escritor e estadista checo
- 1998 : Zhen-yi Wang, fisiologista chinês
- 1999 : Henri Amouroux, historiador francês
- 2000 : Jean Leclant, egiptólogo francês
- 2001 : Yvon Gattaz, empresário francês
- 2002 : François Nourissier, escritor francês
- 2003 : Nicole Le Douarin, embriologista francês
- 2004 : (não houve entrega do prémio)
- 2005 : Simon Leys, escritor belga
- 2006 : Jean Clair, ensaísta e historiador de arte francês
- 2007 : Mona Ozouf, historiador e escritor francês
- 2008 : Mario Vargas Llosa, escritor peruano e espanhol
- 2009 : Milan Kundera, escritor francês e checo
- 2010 : Patrick Modiano, escritor francês
- 2011 : (não houve entrega do prémio)
- 2012 : Trinh Xuan Thuan, astrónomo e escritor vietnamita-franco-americano
- 2013 : Robert Darnton, historiador cultural
- 2014 : Andreï Makine, escritor francês
- 2015 : Thomas W. Gaehtgens, historiador alemão
- 2016 : Sylvie Germain, éscritora francesa
- 2017 : Benedetta Craveri, historiadora italiana